# Плотникова, Анна Аркадьевна
А́нна Арка́дьевна Пло́тникова (род. 2 мая 1959 года, Москва) — советский и российский филолог. Доктор филологических наук (2005). Главный научный сотрудник Отдела этнолингвистики и фольклора Института славяноведения РАН. Член авторского коллектива этнолингвистического словаря «Славянские древности» (М., 1995—2012. Т. 1-5), энциклопедического словаря «Славянская мифология» (М., 1995; Изд. 2-е, испр. и доп.: М., 2002, есть также издание на сербском языке) и др. Член комиссий по балканскому языкознанию, по этнолингвистике, по славянскому фольклору и старообрядчеству при международном Комитете славистов, участник и организатор (с 2002 г.) Международных съездов славистов (1998, 2003, 2008, 2013, 2018).
Область научных интересов: этнолингвистика, лексикография, диалектология, лингвогеография, балканистика.
Автор вопросника «Материалы для этнолингвистического изучения балканославянского ареала» (М., 1996; 2-е изд. испр. и доп. М., 2009), широко используемого отечественными и зарубежными исследователями. Неоднократно приглашалась европейскими вузами для чтения лекций по вопросам этнолингвистической географии, культурной диалектологии и славянской мифологии.

## Биография
Училась одновременно на филологическом факультете МГУ (по специальности «русский язык и литература») и филологическом факультете Белградского университета (по специальности «сербскохорватский язык и югославская литература»), в 1982 году окончила МГУ, в 1983 году — университет в Белграде.
В 1978—1985 годах принимала участие в полевых исследованиях народной культуры Полесья.
Училась в аспирантуре Института славяноведения и балканистики, где в 1990 году защитила кандидатскую диссертацию «Этнолингвистический словарь как лингвистический, этнографический и фольклорный источник».
В Институте славяноведения работает с 1991 года, пройдя ступени младший научный сотрудник, старший научный сотрудник, ведущий научный сотрудник, главный научный сотрудник. Исследует южнославянские языки и традиции. Занимается проблемами лексикологии, лингвогеографии и ареалогии, сопоставительным изучением явлений традиционной народной духовной культуры.
С 1997 года ведет полевые исследования южнославянских культурных диалектов в Сербии, Македонии и Болгарии, с 2006 года — в Румынии (в Южных Карпатах и в русских селах старообрядцев Добруджи), с 2007 года — в Австрии и Венгрии (в селах градищанских хорватов), с 2008 года — в Закарпатье (Украина), с 2011 года — в Боснии.
В 2005 году защитила докторскую диссертацию «Этнолингвистическая география Южной Славии».
В 2002—2017 годах — учёный секретарь Национального комитета славистов РФ при ОИФН РАН. С 2008 года — ответственный редактор серийного сборника «Карпато-балканский диалектный ландшафт: язык и культура» (до 2014 г. включительно вышло три выпуска).
Автор более 500 публикаций по проблемам общей и диалектной лексикографии, этнолингвистической географии Южной Славии и славянских анклавов в Центральной и Юго-Восточной Европе, традиционной народной культуры славянских народов и фольклора.
Соавторы: Агапкина Т. А., Ананьева Н. Е., Антропов Н. П., Березович Е. Л., Будагова Л. Н., Валенцова М. М., Ващенко Д. Ю., Виноградова Л. Н., Ганенкова Т. С., Голант Н. Г., Гура А. В., Домосилецкая М. В., Левкиевская Е. Е., Макарцев М. М., Пилипенко Г. П., Седакова И. А., Соболев А. Н., Трефилова О. В., Толстая М. Н., Толстая С. М. Узенёва Е. С., Усачева В. В., Ясинская М. В.[значимость факта?].

## Труды

### Монографии
- Словари и народная культура. Очерки славянской лексикографии. М., 2000.
- Этнолингвистическая география Южной Славии. М.: Индрик, 2004.
- Материалы для этнолингвистического изучения балканославянского ареала (Materijali za etnolingvističko proučavanje balkansko-slovenskog areala / Prevod M. Ilić). М.: Институт славяноведения и балканистики РАН, 2009.
- Южные славяне в балканском и общеславянском контексте: Этнолингвистические очерки. М.: Институт славяноведения РАН, 2013.
- Славянские островные ареалы: Архаика и инновации. М., 2016.
- Plotnikovová A. A., Uzeňovová J. S. Karpatské tradice v balkánské perspektivě: etnolingvistické aspekty. Ostrava: Ostravská univerzita – Ústav slavistiky Ruské akademie věd, 2018.

### Статьи
- Несколько полесско-южнославянских параллелей из области рождественской обрядности // Полесье и этногенез славян. Предварительные материалы и тезисы конф. М., 1983. С. 87–89.
- «Слава» // Этнолингвистический словарь славянских древностей. Проект словника. Предварительные материалы. М., 1984. С. 161–170.
- Архаические элементы в святочно-новогодней обрядности южных славян (кокошињи полазник, кокошињи божић) // Этногенез, ранняя этническая история и культура славян. М., 1985. С. 69–72.
- Материалы к полесскому этнолингвистическому атласу: святочные маски ряженых // Региональные особенности восточнославянских языков, литератур, фольклора и методы их изучения. Тезисы докладов и сообщений III республиканской конф. Часть II. Гомель, 1985. С. 136–138.
- Возможности паремиографической обработки и презентации пословиц (Nowa księga przysłów i wyrażeń przysłowiowych polskich) // Этнолингвистика текста. Семиотика малых форм фольклора. Тезисы и предварительные материалы к симпозиуму. М., 1988. Ч. 1. С. 140–141.
- Диалектный словарь — энциклопедия крестьянской жизни // Русская речь. 1990. № 5. С. 119–123.
- Польская диалектная лексикография последних десятилетий // Вопросы языкознания. 1992. № 1. С. 126–137.
- Гороху объесться // Русская речь. № 1. М., 1992. С. 107–109.
- Лексика и символика южнославянского рождественского хлеба типа чесница в географическом аспекте // Балканские чтения 2. Симпозиум по структуре текста. М., 1992. С. 71–75.
- Рождественская символика в терминологии обрядового хлеба у сербов // Символический язык традиционной культуры. Балканские чтения 2. М., 1993. С. 37–62.
- Об одном новогоднем обряде у сербов // Philologia slavica. К 70-летию академика Н.И. Толстого. М., 1993. С. 134–143.
- Дух вон // Русская речь. № 4. М., 1993. С. 100–102.
- Из словаря «Славянские древности»: Ветер // Славяноведение. 1993. № 6. С. 4–9.
- Предметный код погребальной обрядности // Истоки русской культуры (археология и лингвистика). Тезисы докладов. М., 1993. С. 56–58.
- Славянская обрядовая терминология в пространстве Балкан // Время в пространстве Балкан. Свидетельства языка. М., 1994. С. 75–83.
- Slavic Ritual Terminology in the space of the Balkans // Septiéme Congrès International D'Études Sud-Est Européennes (Thessalonique, 29 août — 4 septembre 1994). Communications. Athens, 1994. P. 82.
- Воздух // Родина. № 2. М., 1994. С. 103–105.
- Демонические черты в южнославянском ряжении // Миф и культура: Человек — не-человек. М., 1994. С. 27–30.
- Слав. *viti в этнокультурном контексте // Балканские чтения 3. Лингво-этнокультурная история Балкан и Восточной Европы. Тезисы и материалы симпозиума. М., 1994. С.100–103.
- Лексика традиционной культуры в русских словарях // Историко-культурный аспект лексикографического описания русского языка. М., 1995. С. 157–168.
- Ряженые у южных славян // Живая старина. 1995. № 2. С. 42–44.
- Из словаря «Славянские древности»: Бесплодие // Славяноведение. 1995. № 1. С. 27–30.
- «Начало года» в словесных клише у южных славян // Речевые и ментальные стереотипы в синхронии и диахронии. Тезисы конф. М., 1995. С. 94–96.
- Славянские древности. Этнолингвистический словарь / Под общей ред. Н.И. Толстого. М.: «Международные отношения», 1995. Т. 1. А–Г. — 584 с. Бесплодие (с. 166–168); Бобы (с. 201–202); Вестись (с. 355–357); Ветер (c. 357–361); Водить (с. 390–392, соавт. Л.Н. Виноградова); Воздух (с. 401–402, соавт. Н.Е. Афанасьева); Воск (с. 442–444); Встреча (с. 452–455); Выгон скота (с. 467–474); Выкуп (с. 475–477); Горох (с. 523–526, соавт. В.В. Усачёва); Гроб (с. 553–558, соавт. Н.Е. Афанасьева); Гумно (с. 569–571).
- Славянская мифология. Энциклопедический словарь / Научные редакторы В.Я. Петрухин, Т.А. Агапкина, Л.Н. Виноградова, С.М. Толстая. М.: «Эллис-Лак», 1995. — 416 с. Ветер (с. 86–88); Воздух (с. 99–100); Воск (с. 119–120); Встреча (с. 125–126); Горох (с. 140–141, соавт. В.В. Усачёва); Душа (с. 173–175); Могила (с. 262–264); Пастух (с. 298–299); Перекресток (с. 302–303); Печенье фигурное (с. 308–310); Пояс (с. 321–322).
- Первый выгон скота в Полесье // Славянский и балканский фольклор. Этнолингвистическое изучение Полесья. М., 1995. С. 108–141.
- Хроника полесских экспедиций // Славянский и балканский фольклор. Этнолингвистическое изучение Полесья. М., 1995. С. 383–391. Соавт.: Н.П. Антропов.
- Этнокультурный аспект славянского диалектного словаря // Этническое и языковое самосознание. Материалы конф. М., 1995. С. 119–120.
- Звуковой код в скотоводческой обрядности // Голос и ритуал. Материалы конф. М., 1995. С. 12–14.
- [Хроника конф.] «Низшая мифология балканских славян» // Живая старина. № 1. М., 1996. С. 63–64.
- [Хроника конф.] «Дом в языке и культуре» // Живая старина. № 1. 1996. С. 63. Соавт.: В.В. Усачёва.
- Бобы, фасоль, горох в символике смерти и рождения // Кодови словенских култура. Бр. 1. Београд, 1996. С. 46–57.
- Этнолингвистическая конференция в Щецине // Славяноведение. 1996. № 5. С. 124–126. Соавт.: В.В. Усачёва.
- Двор в обрядах и магии славян // Славяноведение. № 5. М., 1996. С. 70–83.
- Эротические элементы в южнославянском ряжении // Секс и эротика в русской традиционной культуре. М., 1996. С. 305–312.
- Лексика традиционной духовной культуры в «Сербском словаре» Вука Караджича // Изучение и преподавание сербохорватского языка и югославянских литератур в инославянской среде. М., 1996. С. 23–24.
- [Предисловие к:] Г. Комадинич «Варовницы»: Народные представления и запреты в Чачанском крае // Живая старина. 1996. № 4. С. 40.
- Полесский материал в этнолингвистическом словаре «Славянские древности» (воздушные ипостаси души) // Полiсся: мова, культура, iсторiя. Київ, 1996. С. 259–263.
- Слав. *viti в этнокультурном аспекте // Концепт движения в языке и культуре. М., 1996. С. 104–113.
- Из ризнице народне културе Чачанског краjа // Зборник радова народног музеjа. XXVI. Чачак, 1996. С. 213–218.
- Slavic Balkans Terminology of Ritual Bread // Revue des Études Sud-Est Européennees. Tome XXXIV. № 1–2. Bucureşti, 1996. P. 66–69.
- Семантический подход к описанию терминологии южнославянской обрядности // Вопросы языкознания. № 2, 1997. С. 77–89.
- От знака к ритуалу. Встреча // Studies in Slavic folklore and Folk Culture. USA, Berkeley Slavic Specialities, 1997. P. 94–104.
- Мифологическая лексика тимокского края // Facta Universitatis. Serias linguistics and literature. Vol. 1. № 4, University of Nish, Yugoslavia, 1997. С. 267–282.
- Символика названий каравая в календаре балканских славян // Кодови словенских култура. № 2. Београд, 1997. С. 7–17.
- Предметный код погребальной обрядности (вещи, полагаемые в гроб) // Истоки русской культуры. М., 1997. С. 79–86.
- Zagroda w duchowej kulturze Słowian // Dom w języku i kulturze. Szczecin, 1997. S. 187–192.
- Демонизациjа небеских поjава у веровањима Jужних Словена // Сврљишки зборник III. Сврљиг, 1997. С. 50–55.
- LAMIA в балканских традициях этнографического настоящего // Балканские чтения 4. ELLAS Древняя, средняя, новая Греция. Тезисы и материалы. М., 1997.
- Угощение пастуха: география полесской обрядовой терминологии // Український дiалектологiчний збiрник. Кн. 3. Київ, 1997. С. 335–340.
- У кругу ритуала Драгачевског краjа // Зборник радова Народног музеjа. XXVII. Чачак, 1997. С. 233–239.
- Затмение (Из этнолингвистического словаря «Славянские древности») // Живая старина. 1997. № 1. С. 6–7.
- Славянские поверья о крошках хлеба // Хлябът в славянската култура. София, 1997. С. 156–165.
- Международная конференция «Хлеб в народной культуре» // Живая старина. 1997. № 1. С. 54–55.
- Не зевай! // Живая старина. М., 1997. № 2. С. 35–36.
- La premier sortie pour l’estivage dans le Poles’e // Cahiers slaves: Civilisasion russe. Paris, 1997. № 1. P. 313–341.
- Культурно-языковое членение балканославянского ареала (на материале обрядовой терминологии) // Славянское языкознание. XII Международный съезд славистов. Краков, 1998 г. Доклады рос. делегации. М., 1998. С. 489–507.
- Малый диалектологический атлас балканских языков // Славянское языкознание. XII Международный съезд славистов. Краков, 1998 г. Доклады рос. делегации. М., 1998. С. 196–211. Соавт.: М.В. Домосилецкая, А.Н. Соболев.
- Экспедиция в восточную Сербию (с. Доня Каменица) // Малый диалектологический атлас балканских языков. Материалы второго рабочего совещания. СПб., 1998. С. 95–105.
- Дополнение к разделу «Народный календарь» этнолингвистического вопросника МДАБЯ // Малый диалектологический атлас балканских языков. Материалы 2-го рабочего совещания. СПб., 1998. С. 136–139.
- «Этнокультурная» лексика как объект картографирования // Исследования по славянской диалектологии. Вып. 5. Актуальные проблемы славянской лингвогеографии. М., 1998. С. 266–283.
- Фрагмент балканославянской народной демонологии: борьба воздушных демонов // Слово и культура. Памяти Никиты Ильича Толстого. М., 1998. Т. 2. С. 158–169.
- Южнославянская народная демонология в балканском контексте // Studia mythologia Slavica. № 1. Ljubljana, 1998. С. 119–130.
- Ребёнок в свадебном обряде южных славян // Кодови словенских култура. Бр. 3. 1998. С. 27–41.
- Мифологические рассказы из восточной Сербии // Живая старина. 1998. № 1. С. 53–55.
- От знака к ритуалу. Встреча // Учёные записки Российского православного университета св. ап. Иоанна Богослова. Вып. 4. М., 1998. С. 126–134.
- Проблемы балканской ареалогической этнолингвистики (обряд додола-пеперуга) // Материалы XXVII Межвузовской научно-методической конф. преподавателей и аспирантов. Вып. 11. Балканские исследования. СПб., 1998. С. 48–51.
- Симпозиум «Природа в обычаях и верованиях населения восточной Сербии и соседних областей» // Живая старина. 1998. № 1. С. 62.
- Конференция «Слово и культура» // Живая старина. 1998. № 3. С. 63. Соавт.: Л.Н. Виноградова.
- Из словаря «Славянские древности»: Двоедушники // Славяноведение. 1998. № 6. С. 9–11. Соавт.: Е.Е. Левкиевская.
- Из словаря «Славянские древности»: Здухач // Там же. С. 11–12.
- Международная конференция «Слово и культура» (К 75-летию со дня рождения акад. Н.И. Толстого) // Вестник РГНФ. № 4. М., 1998. С. 190–193.
- Способы презентации этнолингвистического материала в МДАБЯ // Малый диалектологический атлас балканских языков. Материалы 3-го рабочего совещания. СПб., 1999. С. 30–42.
- Н.И. Толстой // Отечественные лексикографы XX века. Материалы для хрестоматии / Под ред. Г.А. Богатовой. М., 1999. С. 185–200.
- Македонская этнокультурная лексика в свете ареалогии // Македонский язык, литература и культура в славянском и балканском контексте. М., 1999. С. 258–265.
- Роль македонских материалов в этнолингвистическом изучении балканославянского ареала // Македония. Проблемы истории и культуры. М., 1999. С. 327–344.
- Терминология южнославянского ряжения. Зимние обходы // Славянское и балканское языкознание. Проблемы лексикологии и семантики. Слово в контексте культуры. М., 1999. С. 77–98.
- Заметки о народном календаре Драгачевского края // Славянские этюды. Сб. к юбилею С.М. Толстой. М., 1999. С. 348–364.
- Этнолингвистические исследования в юго-восточной Сербии // Живая старина. 1999. № 1. С. 45–46.
- «Лада» — предсвадебный ритуал в области Горни Висок // Живая старина. 1999. № 3. С. 5–8. Соавт.: Д. Златкович.
- Ареальный метод в поисках балканского на Балканах // Балканские чтения 5. В поисках «балканского» на Балканах. Тезисы и материалы конф. М., 1999. С. 52–54.
- Магия звука в славянской скотоводческой обрядности // Мир звучащий и молчащий. Семиотика звука и речи в традиционной культуре славян. М., 1999. С. 73–84.
- О символике свиста // ир звучащий и молчащий. Семиотика звука и речи в традиционной культуре славян. М., 1999. С. 295–304.
- «Рубашечка» и «постелька» новорожденного // Кодови словенских култура. 1999. Бр. 4. С. 158–167.
- Система демонических персонажей в быличках восточной Сербии (на южнославянском фоне) // Етно-културолошки зборник. Сврљиг, 1999. Књ. V. С. 37–42.
- Зимски обичаjи у Горњем Високу у етнолингвистичком светлу // Расковник. Година XXV, броj 95–98. Београд, 1999. С. 106–119.
- Earthly Loci of Death: the Coffin, the Grave, the Cemetery // Etnolog. Glasnik Slovenskega etnografskega Muzeja. Ljubljana. R. 9, № 1. 1999. S. 205–215.
- [Хроника] Международный симпозиум «Этнологические и антропологические аспекты изучения смерти» // Живая старина. 1999. № 2. С. 61–62. Соавт.: С.М. Толстая.
- Славянские древности. Этнолингвистический словарь / Под общей ред. Н.И. Толстого. М.: «Международные отношения», 1999. Т. 2. Д — К (Крошки). — 697 с. Давать — брать (с. 13–14); Давать взаймы (с. 14–16); Двоедушники (с. 29–31, соавт. Е.Е. Левкиевской); Двор (с. 31–33); Деньги (с. 56–60, соавт. Т.А. Агапкина); Додола (с. 100–103); Доение ритуальное (с. 103–106); Дом (с. 116–120, соавт. В.В. Усачёва); Драка (с. 130–133, соавт. Т.А. Агапкина); Дым (с. 168–170); Завивать (с. 232–233); Затмение (с. 276–279); Звезды (с. 290–294); Здухач (с. 303–305); Зевать (с. 305); Зелёный Юрий (с. 306–308); Землетрясение (с. 312–315); Игнатий (с. 373–376, соавт. И.А. Седакова); Иеремия (с. 390–392, соавт. Т.А. Агапкина); Иней (с. 413–414); Калач (с. 439–442, соавт. А.В. Гура); Кладбище (с. 503–507); Кнут (с. 515–517); Копыто (с. 594–595); Королевские обряды (с. 609–612, соавт. М.М. Валенцова); Крещение (с. 667–672, соавт. Л.Н. Виноградова); Крошки (с. 685–687).
- Мифология атмосферных и небесных явлений у балканских славян // Славянский и балканский фольклор. Народная демонология. М., 2000. С. 243–258.
- Македонская этнокультурная лексика в ареальной перспективе (самовила и стиjа) // XXVI Научна дискусиjа на XXXII Меѓународен семинар за македонски jазик, литература и култура. Скопjе, 2000. С. 71–86.
- Этнолингвистическая программа в македонском пункте МДАБЯ // Малый диалектологический атлас балканских языков. Материалы 4-го рабочего совещания. Санкт-Петербург, 16 марта 2000 г. СПб., 2000. С. 95–105.
- Erotski elementi u juznoslovenskim maskiranim ophodima // Erotsko u folkloru Slovena. Beograd, 2000. S. 73–80.
- Этнолингвистическое описание севернорусского села Тихманьги // Восточнославянский этнолингвистический сборник. М., 2001. С. 259–299. Соавт.: Е.Е. Левкиевская.
- Введение. Материалы к словарю полесской этнокультурной лексики (Опыт компьютерной обработки восточнославянской диалектной лексики) // Там же. С. 300–304.
- Похороны. Материалы к словарю полесской этнокультурной лексики (Опыт компьютерной обработки восточнославянской диалектной лексики) // Там же. С. 315–336.
- Балканославянский ареал через призму этнолингвистической программы («звериные» праздники) // Исследования по славянской диалектологии. Вып. 7. Славянская диалектная лексика и лингвогеография. М., 2001. C. 30–51.
- Введение. Исследования по проблематике «Малого диалектологического атласа балканских языков» (МДАБЯ) // Там же. C. 6–9.
- Этнолингвистический вопросник (Из программы сбора материалов для МДАБЯ) // Там же. C. 199–227.
- Ethnolinguistic phenomena in boundary Balkan Slavic areas // Исследования по славянской диалектологии. Вып. 7. Славянская диалектная лексика и лингвогеография. М., 2001. C. 301–309. То же в: Association Internationale d’études du Sud-Est Européen. Bulletin. 2001. 31. P. 169–176.
- Невеста и ребёнок в свадебном обряде южных славян // Родины, дети, повитухи в традициях народной культуры. М., 2001. С. 130–150.
- Демон-герой на Балканах // Балканские чтения 6. Homo Balcanicus. Поведенческие сценарии и культурные роли. Античность. Средневековье. Новое время. Тезисы и материалы. М., 2001. С. 78–81.
- V Толстовские чтения // Живая старина. 2001. № 3. С. 64. Соавтор: О.В. Белова.
- Диалектное членение южнославянского ареала по данным этнокультурной лексики и вопросы балканского лингвистического атласа // Актуальные вопросы балканского языкознания. Международная научная конференция. Санкт-Петербург, 29–30 мая 2001 г. Тезисы докладов. СПб., 2001. С. 20–21.
- Словенска митологиjа. Енциклопедиjски речник / Ред. Светлана М. Толстоj, Љубинко Раденковић. Београд, 2001. — 736 с. Баба Марта (с. 11–12); Бадње вече (с. 15–16, соавт. Л.Н. Виноградова); Боб и пасуљ (с. 31–32); Богоjављење (с. 37–38, соавт. Л.Н. Виноградова); Божић (с. 41–42, соавт. Л.Н. Виноградова); Вериге (с. 75); Ветар (с. 75–77); Восак (с. 96–97); Грашак (с. 132–133); Гроб (с. 137–138); Гробље (с. 138–140); Гумно (с. 142–143); Додола (с. 157–159); Душа (с. 169–170); Звезде (с. 191–192); Здухач (с. 196–197); Игњатиjе св. (с. 220–221, соавт. И.А. Седакова); Jаловост (с. 236–237); Jедномесечићи (с. 244–245); Jеремиjа (с. 250–251, соавт. Т.А. Агапкина); Jовањдан (с. 252–253); Кађење (с. 255–256); Колач (с. 274–276); Кошуљица (с. 291); Краљице (с. 297–299, соавт. М.М. Валенцова); Крстовдан (с. 308–309); Крстоноше (с. 310); Кукери (с. 316–317); Кућа (с. 321–323); Лазарице (с. 328–329); Лила (с. 339–340); Мартеница (с. 345–346); Ноћ (с. 389–390); Огњена Мариjа (с. 398); Пастир (с. 419–421); Пећина (с. 427); Поjас (с. 433–434); Покладе (с. 434–435); Раскрсница (с. 465–466); Сировари (с. 493); Слава, крсно име (с. 496–497); Стожер (с. 512–513); Сурвакане (с. 524); Сусрет (с. 524–525); Чесница (с. 577–578); Штап (с. 591–592).
- Етнолингвистичката програма во македонскиот пункт на «Малиот диjалектолошки атлас на балканските jазици» // EtnoAntropoZum. № 1. Скопjе, 2001. С. 8–25.
- Из словаря «Славянские древности»: Пастух // Славяноведение. 2001. № 6. С. 66–68.
- Из словаря «Славянские древности»: Кукери // Славяноведение. 2001. № 6. С. 69–70.
- Маски новобрачных в календарных обходах южных славян // Gender-Forschung in der Slawistik. Wiener Slawistischer Almanach. Sonderband 55. Wien, 2002. С. 591–600.
- Славянская мифология. Энциклопедический словарь / Отв. ред. С.М. Толстая. Изд. 2-е, исправленное и дополненное. М.: «Международные отношения», 2002. — 512 с.; То же. Изд. 3-е. М.: «Международные отношения», 2011. Бесплодие (с. 35–36); Бобы (с. 43–44); Ветер (с. 74–75); Вила (с. 76–77); Воздух (с. 84); Воск (с. 92–93); Встреча (с. 95–96); Выгон скота (с. 98–99); Гроб (с. 119–120); Гумно (с. 122–123); Двор (с. 129–130); Додола (138–139); Дом (142–144); Душа (с. 150–151); Затмение (с. 171–173); Звезды (с. 176–177); Здухач (с. 178–179); Землетрясение (с. 179–180); Игнатов день (с. 196–197, соавт. И.А. Седакова); Кладбище (с. 228–230); Кукеры (269–270); Лазарки (с. 275–276); Мартеница (с. 292); Масленица (с. 293–294, соавт. Т.А. Агапкина); «Одно-месячники» (с. 339); Окуривание (с. 341–342); Цепи (с. 352–353); Пастух (с. 354–355); Перекресток (с. 360–361); Печенье (с. 363–364); Посох (с. 380–381); Пояс (с. 386–388); Рождество (с. 407–409, соавт. Л.Н. Виноградова); «Рубашка» (с. 413); «Слава» (с. 435); Хлеб обрядовый (с. 477–478).
- «Видимая» и «невидимая» нечистая сила: мифологические образы у балканских славян // Признаковое пространство культуры. М., 2002. С. 128–154.
- Die ostserbischen Mundarten im Verhaltnis zur serbischen Standardsprache // Aktuelle Fragen der Sprache der Bosniaken, Kroaten, Serben und Muntenegriner. Aktuelna pitanja jezika Bosnjaka, Hrvata, Srba i Crnogoraca. Zusammenfassungen. Sazeci. Wien, 2002. S.20–21.
- Перекресток и распутье в народной культуре Полесья // Живая старина. 2002. № 4. С. 4–6.
- Экспедиция в болгарское село Аврен // Живая старина. 2002. № 4. С. 42–44. Соавт.: Е.С. Узенёва.
- Славянские культурные диалекты в этнолингвистическом словаре «Славянские древности» // Славянский альманах 2002. М., 2003. С. 291–298.
- Южнославянская этнокультурная лексика в ареальном аспекте // Славянское языкознание. XIII Международный съезд славистов. Доклады рос. делегации. М., 2003. С. 498–513.
- Южнославянские персонажи типа вила в свете «балканского» на Балканах // Славянское и балканское языкознание. Человек в пространстве Балкан. Поведенческие сценарии и культурные роли. М., 2003. С. 228–249.
- Источносрпски говори у односу на стандардни српски jезик // Wiener Slawistescher Almanach. Sonderband 57. Bosanski — Hrvatski — Srpski. Aktuelna pitanja jezika Bošnjaka, Hrvata, Srba i Crnogoraca. Wien, 2003. S. 193–200.
- Актуальные вопросы изучения современного состояния языка в Боснии и Герцеговине, Хорватии, Сербии и Черногории // Славяноведение. 2003. № 3. С. 101–108.
- Этнолингвистическое картографирование фрагментов масленичной обрядности южных славян // Balcanica. XXXII–XXXIII. 2001–2002. Belgrade, 2003. С. 95–121.
- Южнославянские родины: структура, терминология, география // Кодови словенских култура. Бр. 7. 2003. С. 7–26.
- Диалектное членение южнославянского ареала по данным этнокультурной лексики и вопросы балканского лингвистического атласа // Актуальные вопросы балканского языкознания. Материалы международной науч. конф. СПб., 2003. С. 61–70.
- «Молитвы» в сербской области Голия // Живая старина. 2003. № 1. С. 10–13. Соавт.: С.М. Толстая.
- Этнолингвистическое исследование села Рудно на Голии (юго-западная Сербия) // Малый диалектологический атлас балканских языков. Материалы 4-го рабочего совещания. Санкт-Петербург, 20 декабря 2002 г. СПб., 2003. С. 85–95.
- XIII Международный съезд славистов (Любляна, Словения, 15–21 августа 2003 г.) // Вестник Российского гуманитарного научного фонда. 4 (33). М., 2003. С. 176–181.
- Славянские древности. Этнолингвистический словарь / Под общей ред. Н.И. Толстого. М.: «Международные отношения», 2004. Т. 3. К (Круг) — П (Перепелка). — 704 с. Крутить(ся) (с. 12–15); Кукеры (24–26); Лазарки (76–77); Ламя (78–79); Май (166–170, соавт. Т.А. Агапкина, М.М. Валенцова); Мария (Марина) Огненная (182–183); Март (185–188, соавт. Т.А. Агапкина, М.М. Валенцова); Мартеница (188–190); Могила (266–272); Молотьба (288–292); «Мышиные дни» (346–347); Надгробие (360–362, соавт. В.Я. Петрухин); Небо (376–380, соавт. О.В. Белова, С.М. Толстая); Новый год (415–419, соавт. Л.Н. Виноградова); Ноябрь (437–440, соавт. Т.А. Агапкина, М.М. Валенцова); Обмывание покойника (464–466); Овин (493–495, соавт. Е.Е. Левкиевская); Огонь «живой» (519–521); «Одномесячники», «однодневники» (533–534); Октябрь (539–541, соавт. Т.А. Агапкина, М.М. Валенцова); Окуривание (541–545); Отел (588–592); Палка (618–622); Панспермия (625–628); Пастбище (635–637); Пастух (637–641); Пепел (666–670); Перекресток (684–688).
- Этнолингвистическая диалектология: южные славяне // Язык культуры: семантика и грамматика: К 80-летию академика Никиты Ильича Толстого (1923–1996) / Отв. ред. С.М. Толстая. М., 2004. С. 420–429.
- South Slavic linguo-cultural areas in Balkan context // Association Internationale d’études du Sud-Est Européen. IXe Congrès International d’Études Sud-Est Européennes. Résumés. Tirana, 2004. S. 214–215.
- Культурный диалект родопских помаков // Языки и диалекты малых этнических групп на Балканах. Международная конференция. Санкт-Петербург, 11–12 июня 2004 г. Тезисы докладов. СПб., 2004. С. 31.
- Народная мифология южных славян в ареальном аспекте // Рэгiянальныя асаблiвасци фальклору i лiтаратуры славянскiх народаў. Матэрыялы Мiжнароднай навуковай канферэнцыi. Гомель, 2004. С. 290–294.
- Фольклорный текст-абсурд в южнославянском селе XX века // Абсурд и вокруг. М., 2004. С. 397–411.
- Мифологическая лексика сербско-болгарского пограничья // Исследования по славянской диалектологии. Вып. 10. Терминологическая лексика материальной и духовной культуры балканских славян. М., 2004. С. 92–142.
- [Рец.] Николаев С.Л., Толстая М.Н. «Словарь карпатоукраинского торуньского говора с грамматическим очерком и образцами текстов». М., 2001. // Общеславянский лингвистический атлас. Материалы и исследования. 2001–2002. М., 2004. С. 412–414.
- [Рец.] Соболев А.Н. Болгарский широколыкский говор. Синтаксис. Лексика духовной культуры. Тексты. Marburg an der Lahn, 2001. // Общеславянский лингвистический атлас. Материалы и исследования. 2001–2002. М., 2004. С. 396–402.
- Этнолингвистические и социолингвистические методы изучения южнославянских диалектов // Исследования по славянской диалектологии. Вып. 9. Методы изучения территориальных и социальных диалектов. К итогам опыта славянской диалектологии XX в. М., 2004. С. 112–123.
- Этнолингвистическая география Южной Славии. Автореферат дисс. ... докт. филол. наук. М., 2004. — 55 с.
- [Рец.] Славянский вестник. Сб. Вып. 2: К 70-летию В.П. Гудкова / Под ред. Н.Е. Ананьевой и З.И. Карцевой, М., 2004. // Вестник Московского университета. Сер. 9. Филология. 2005. № 1. С. 128–137. Соавт.: И.А. Герчикова.
- Балканская география народной культуры: восток — запад — восток (зимняя и весенняя жертва) // Балканские чтения 8. В поисках «западного» на Балканах. М., 2005. С. 107–113.
- Из словаря «Славянские древности»: Рог // Славяноведение. 2005. № 6. С. 62–68.
- Возможности географического изучения фольклора // Первый Всероссийский конгресс фольклористов. Сб. докладов. Том 1. М., 2005. С. 424–441.
- Культурный диалект родопских помаков // Языки диалекты малых этнических групп на Балканах. Материалы международной науч. конф. (Санкт-Петербург, 11–12 июня 2004 г.). СПб.; Мюнхен, 2005. С. 139–146.
- Народная мифологическая лексика на западе Южной Славии. Мотивы воздушной битвы // Ethnoslavica. Wiener Slawistischer Almanach. Sonderband 65. Wien, 2006. S. 261–273.
- Весенние заклинательные формулы «изгнания» гадов у южных славян (в ареальной перспективе) // Славянский и балканский фольклор. Семантика и прагматика текста. М., 2006. С. 319–372.
- Семантические и культурные балканизмы в этнолингвистическом аспекте // Исследования по славянской диалектологии. Вып. 12. Ареальные аспекты изучения славянской лексики. М., 2006. С. 7–19.
- Этнолингвистические материалы из с. Теово в Македонии (область Велеса, регион Азот) // Исследования по славянской диалектологии. Вып. 12. Ареальные аспекты изучения славянской лексики. М., 2006. С. 192–227.
- Севернобалканский ареал народных представлений о змее — атмосферном демоне // Probleme de filologie Slavă. Проблемы славянской филологии. Проблеми Словенске филологиjе. XIV. Timişoara, 2006. С. 327–336.
- Экспедиция в Болевацкий край (восточная Сербия) // Живая старина. 2006. № 4. С. 43–46.
- Этнолингвистическая экспедиция к липованам // Kitej-grad (Китеж-град). № 7 (92) июль. 2006. С. 12–13.
- «В России вампиров можно не бояться» (интервью) // National Geographic. Россия, январь, 2007. С. 33–36.
- Южнославянская лексика традиционной народной духовной культуры в ареальном аспекте // Южнославянские языки в их истории и современном состоянии. Минск, 2007. С. 120–132.
- Балканская география народной культуры: восток — запад — восток (зимняя и весенняя жертва) // Восток и запад в балканской картине мира. Памяти Владимира Николаевича Топорова. М., 2007. С. 235–245.
- Русские старообрядческие села в Румынии: архаика и заимствования в народной культуре // Славяноведение. 2007. № 1. С. 66–74.
- Чествование повитухи в русских селах на Балканах // Балканские чтения 9. Terra Balkanica. Terra Slavica. К юбилею Татьяны Владимировны Цивьян. М., 2007. С. 113–117.
- О Галине Петровне Клепиковой // Как это было... Воспоминания сотрудников Института славяноведения. М., 2007. С. 213–219.
- Русские старообрядцы Добруджи // Живая старина. 2007. № 3. С. 21–23.
- Карпато-балканский диалектный ландшафт. Язык и культура во взаимодействии [Хроника круглого стола] // Вопросы языкознания. № 5. 2007. С. 152–154.
- Saint Savva in the Serbian Ritual Year // The Ritual Year and History (The Ritual Year 3) Stražnice, 2008. P. 154–159.
- Историческое и мифологическое пространство: славяне в этнокультурном окружении // Живая старина. 2008. № 2. С. 31–33.
- Слав. *zmьjь на Балканах // Исследования по славянской диалектологии. 13. Славянские диалекты в ситуации языкового контакта (в прошлом и настоящем). М., 2008. С. 267–276.
- Этнолингвистика и лингвогеография (на материале южнославянских языков и традиций) // Славянское языкознание. XIV Международный съезд славистов. Охрид, 10–16 сентября 2008 г. Доклады российской делегации. М., 2008. С. 396–417.
- Карпато-балканский диалектный ландшафт — новые перспективы: язык и культура во взаимодействии // Карпато-балканский диалектный ландшафт. Язык и культура. Памяти Галины Петровны Клепиковой. М., 2008. С. 10–25.
- Введение // Карпато-балканский диалектный ландшафт. Язык и культура. Памяти Галины Петровны Клепиковой. М., 2008. С. 7–9.
- Этнолингвистические методы изучения македонской народной духовной культуры // Россия и Македония. К 100-летию журнала «Вардар» (1905). М., 2008. С. 117–123.
- «Наша папаруда старше вашего молебена». К вопросу русско-румынских контактов в языке и фольклорной традиции // Русские ста-рообрядцы. Язык, культура, история. Сборник статей к XIV съезду славистов. М., 2008. С. 149–161.
- Балканославянский диалектный континуум по данным термино-логической лексики духовной культуры (+surva и дериваты) // Дiалектна мова: сучасний стан i динамiка в часi. До 100-рiччя профессора Федота Трохимовича Жилка. Тези доповiдей Мiжнародної наукової конференцiї (5–7 березня 2008 р., Київ). Київ, 2008. С. 196–198.
- Russian-Romanian contacts in folk culture in the Balkans // The Romance Balkans. Belgrade, 2008. P. 151–159.
- Народная культура южных славян // История культур славянских народов. М., 2008. Т. 3. С. 462–477.
- Етнолингвистичка географиjа Балкана: зимска и пролећна жртва // Крвна жртва: трансформациjа jедного ритуала. Уредник Б. Сикимић. Београд, 2008. С. 241–252.
- Демонологизация календарного времени на Балканах: «Тодорова неделя» и сезонные демоны «тодорцы» // Етнолингвистичка проучавања српског и других словенских jезика. У част акад. Светлане Толстоj / Уред. П. Пипер, Љ.Раденковић и др. Београд, 2008. С. 339–348.
- К юбилею Светланы Михайловны Толстой // Славяноведение. 2008. № 6. С. 52–55.
- Images of devil in Folk Tradition of the Carpathian Ukraine (Region of Verhovina) // Revista de etnografie şi folclor. Journal of Ethnography and Folklore. 1–2/2008. Bucureşti, 2008. P. 91–97.
- Беседы о ведьмах // Живая старина. 2008. № 4. С. 19–22.
- Славянские древности. Этнолингвистический словарь / Под общей ред. Н.И. Толстого. М.: «Международные отношения», 2008. Т. 4. П (Переправа через воду) — С (Сирота). — 656 с. Переправа через воду (с. 11–13); Переступать (с. 13–16); Печенье фигурное (с. 35–39); Покойницкие предметы (с. 124–127); Полный–пустой (с 145–147); Порог (с. 173–178); Потроха (с. 222–225); Праздники скотьи (с. 241–143); Преломление хлеба (с. 255–258, соавт. А.В. Гура); Приплод (с. 280–283); Процессия погребальная (с. 308–312); Рог (437–441); Рождество (с. 454–460, соавт. Л.Н. Виноградова); Рождество Богородицы (с. 460–461, соавт. М.М. Валенцова, Т.А. Агапкина); «Рубашка» (с. 489–490); Ряжение (с. 519–525, соавт. Л.Н. Виноградова); Саван (526–527); Савва св. (527–530); Свист (с. 578–581); Святки (с. 584–589, соавт. Л.Н. Виноградова); Сентябрь (с. 621–625, соавт. М.М. Валенцова, Т.А. Агапкина).
- Мифологические ипостаси тени на Балканах // Балканские чтения 10. Переходы. Перемены. Превращения. Тезисы и материалы. М., 2009. C. 141–143.
- Идти по следу в базе данных «Полесский архив» // Славянский альманах 2008. М., 2009. С. 295–304.
- Народная демонология Закарпатья в этнолингвистическом аспекте // Этнолингвистика. Ономастика. Этимология. Материалы международной науч. конф. Екатеринбург, 8–12 сентября 2009 г. С. 215–216.
- Российско-сербское научное сотрудничество в области этнолингвистики // Сербско-русские литературные и культурные связи (XIV–XX вв.). СПб., 2009. C. 245–259.
- Специфика народной мифологии старообрядцев Добруджи в Румынии // Актуальные проблемы русской диалектологии и исследования старообрядчества. Тезисы докладов Международной конф. 19–21 октября 2009 г. М., 2009. С. 178–180.
- Мифологические ипостаси тени на Балканах // Доклады российских учёных. X Конгресс по изучению стран Юго-Восточной Европы (Париж, 24–26 сентября 2009 г.). СПб, 2009. С. 270–279.
- Ареальное направление в этнолингвистике (на материале южно-славянских языков и традиций) // Славянские языки и культуры в современном мире: Международный научный симпозиум (Москва, МГУ им. М.В. Ломоносова, филологический факультет, 24–26 марта 2009 г.): Труды и материалы. М., 2009. С. 196–197.
- Полевые заметки о терминологии родства у румынских липован // Категория родства в языке и культуре. М., 2009. С. 303–310.
- Этнолингвистический вопросник в полевых исследованиях карпато-балканского ареала // Полевые этнографические исследования. Материалы Восьмых Санкт-Петербургских чтений. СПб., 2009. С. 260–264.
- Мартовские сюжеты в полевых исследованиях под Бузэу, Румыния // Мартеница. Mărţişor. ΜΑΡΤ’Σ, verore... Материалы круглого стола 25 марта 2008 года. Москва, 2009. С. 118–138.
- Этнолингвистическое исследование румынских Карпат в балканской перспективе // Адаптация народов и культур к изменениям при-родной сферы, социальным и техногенным трансформациям. Программа фундаментальных исследований Президиума Российской Академии наук. М., 2010. С. 460–467.
- Хала (Из словаря «Славянские древности») // Славяноведение. 2010. № 6. С. 52–55.
- Манно жить! Дунай в рассказах старообрядцев Румынии // Родина. 2010. № 11. С. 121–124.
- Большая Российская Энциклопедия. Т. 16. М., 2010. Кукеры (с. 279); Кулич (с. 299–300).
- Балканославянская культурная лексика: дериваты от +surva // Славянский мир в третьем тысячелетии. М., 2011. С. 292–298.
- Амбивалентность оценки в традиционной народной культуре (на материале словаря «Славянские древности») // Славянский альманах 2010. М., 2011. С. 252–260.
- Вербная (Лазарева) суббота: вегетативный код в девических обходах у балканских славян // Salix Sonora. Памяти Николая Михайлова. М., 2011. С. 298–304.
- Пространство летающего змея у старообрядцев северной Добруджи // Пространство и время в языке и культуре. М., 2011. С. 88–109.
- Цветовой спектр при определении судьбы ребёнка у славян на Балканах: «рубашечка новорожденного» // Балканские чтения 11. Балканский спектр: от света к цвету. Тезисы и материалы. 22–24 марта 2011 года. М., 2011. С. 77–80.
- Народная мифология в закарпатской Украине // Славянский и балканский фольклор. [Вып. 11.] Виноградье. К юбилею Л.Н. Виноградовой. М., 2011. С. 141–148.
- Представления о природе в традиционной народной культуре старообрядцев Румынии // Липоване: история и культура русских старообрядцев. Вып. VIII. Одесса; Измаил, 2011. С. 100–106.
- Карпатская культурно-языковая общность в балканской перспективе // Современная славистика и научное наследие С.Б. Бернштейна: Тез. докл. междунар. науч. конф., посвященной 100-летию со дня рождения выдающегося отечественного слависта д.ф.н., проф. С. Б. Бернштейна, 15–17 марта 2011 г., г. Москва. М.: Институт славяноведения РАН; МГУ, 2011. С. 88–90.
- Славянские древности. Этнолингвистический словарь / Под общей ред. Н.И. Толстого. М.: «Международные отношения», 2012. Т. 5 С (Сказка) — Я (Ящерица). — 736 с. Скот (с. 22–26); Скотоводство (с. 26–30); «Слава» (с. 30–33); След (с. 39–42); Случка скота (с. 51–54); Снег (с. 83–86); Сочельник рождественский (с. 145–150, соавт. Л.Н. Виноградова); Стожер (с. 164–165); Столик трапезный (с. 170–171, соавт. Е.С. Узенёва); Судженицы (с. 199–203, соавт. И.А. Седакова); Сурвакары (с. 208–212); Тело (голова) (с. 251–254); Тень (с. 262–265); Тодорова суббота (с. 279–282); Уголь (с. 346–350); Улей (с. 364–367); Факел (с. 387–389); Февраль (с. 396–398, соавт. Т.А. Агапкина, М.М. Валенцова, М.В. Ясинская); Хала (с. 405–407); Хвост (с. 409–412); Хлеб поминальный (с. 424–427); Хлеб рождественский (с. 427–431); Хлев (с. 438–442); Цепь (с. 485–487); Чеснок (с. 529–532); Шерсть (с. 576–579); Январь (с. 632–636, соавт. М.М. Валенцова, М.В. Ясинская).
- Языковые номинации персонажей народной мифологии в свете ключевых культурных концептов // Семантика мови i тексту. Матерiали XI мiжнародноï науково-практичноï конференцiï. Iвано-Франкiвськ, 2012. С. 481–484.
- Современная старообрядческая деревня: этнолингвистический аспект // Этнолингвистика. Ономастика. Этимология. Материалы II Международной конф. Екатеринбург, 8–10 сентября 2012 г. Екатеринбург, 2012. Ч. 2. С. 81–83.
- Полесский архив: база данных и исследования // Живая старина. 2012. № 4. С. 35–38.
- К проблематике старообрядчества: этнолингвистический аспект // Липоване: история и культура русских старообрядцев. Вып. IX. Одесса; Измаил, 2011. С. 194–197.
- Славянское жалѣти (желѣти): «скорбеть» и «голосить» // Славянское и балканское языкознание. М., 2012. С. 281–295.
- Словацкая народная традиция в этнолингвистическом аспекте (карпато-балканские исследования) // Slavica Slovaca. Bratislava, 2012. R. 47/2. S. 97–103.
- Этнолингвистическая география Боснии и Герцеговины // Bosanskohercegovački slavistički kongres. Zbornik radova. Knj. I. Sarajevo, 2012. S. 607–617.
- Карпатские традиции в балканской перспективе: этнолингвистический аспект // Карпато-балканский диалектный ландшафт. Язык и культура. 2009–2011. Вып. 2. М., 2012. С. 211–222.
- Этнолингвистические материалы из Мунтении (округ Бузэу, села коммуны Мерей, Мынзэлешть, Пьетроаселе, Скорцоаса) // Карпато-балканский диалектный ландшафт. Язык и культура. 2009–2011. Вып. 2. М., 2012. С. 361–423. Соавт.: Н.Г. Голант.
- Полесье как архаическая зона Славии: этнолингвистический ас-пект // Славянское языкознание. XV Международный съезд славистов. Минск, 20–27 августа 2013 г. Доклады российской делегации. Москва, 2013. С. 233–253.
- Культурные перекрестки в народных традициях Боснии // Славяноведение. 2013. № 4. С. 49–59.
- Семантика «наоборот» в языке славянской похоронной обрядности // Ethnolinguistica Slavica. К 90-летию академика Н.И. Толстого. М., 2013. С. 92–100.
- Slovak Folk Tradition in Ethnolinguistic Studies of the Carpathian-Balkan Area // Human Affairs. Volume 23, Issue 2. Bratislava, 2013. P. 295–301.
- Карпато-балканские этнолингвистические исследования в Российской академии наук // Jazyk a kultúra na Slovensku v slovanských a neslovanských súvislostiach. Bratislava, 2013. S. 51–58.
- Праздник Троицы по материалам полевых этнолингвистических исследований в карпато-балканской зоне // ТРОИЦА. RUSALII. ΠΕΝΤΗΚΟΣΤΗ. RRЁSHAJЁT. К мотиву зелёного в балканском спектре. Материалы круглого стола. 17 апреля 2012 г. М., 2013. С. 59–74.
- Архаические верования боснийского села Умоляни // Живая старина. 2013. № 2. С. 7–10.
- Терминологическая лексика народной культуры в русских селах румынской Добруджи // Русские старообрядцы. Язык. Культура. История. Сборник статей к XV Международному съезду славистов. М., 2013. С. 333–352.
- Милость: слово и ритуал // Родина. 2013. № 5. С. 14–18.
- Архаические элементы в народном календаре старообрядцев Румынии: плювиальная магия // Славянский мир в третьем тысячелетии. К 1150-летию славянской письменности. Кн. II. М., 2013. С. 218–231.
- Тайный дар и его оценка в народной культуре старообрядцев румынской Добруджи // Slavica Svetlanica. Язык и картина мира. К юбилею С.М. Толстой. М., 2013. С. 173–184.
- Мифологические рассказы о локусах Добруджи у старообрядцев Румынии: слово и текст // Культура русских-липован в национальном и международном контексте. Бухарест. Вып. 6. Бухарест, 2013. С. 399–412.
- Свадьба в русско-румынском селе Махмудия // Живая старина. 2014. № 2. С. 6–9.
- Традиционная народная культура боснийских мусульман в XXI веке // Государство, религия, церковь в России и за рубежом. № 2 [32]. 2014. С. 57–73.
- Русские села румынской Добруджи: география народной культуры // Staroobrzędowcy za granicą II. Historia, religia, język, kultura / Pod red. D. Paśko-Koneczniak, M. Ziółkowskiej-Mówki, M. Głuszkowskiego i S. Grzybowskiego, Toruń, 2014. С. 285–296.
- Карпаты и Балканы в этнолингвистических исследованиях XXI века // Етно-културолошки сборник. Сврљиг, 2014. Књ. XVIII. С. 15–24.
- XV Международный съезд славистов // Славяноведение. 2014. № 4. С. 72.
- Из истории создания словаря (XV Международный съезд славистов. Презентация словаря «Славянские древности») // Славяноведение. 2014. № 4. С. 90–92.
- География и ареалогия в словаре (XV Международный съезд славистов. Презентация словаря «Славянские древности») // Славяноведение. 2014. № 4. С. 99–100.
- Язык как зеркало народной культуры: этнолингвистические вопросники в полевых исследованиях // Славянский альманах. М., 2014. Вып. 1–2. С. 34–43.
- К исследованию славянских параллелей: *činiti и его дериваты как термины народной культуры // Карпато-балканский диалектный ландшафт: язык и культуры. 2012–2014. Вып. 3. М., 2014. С. 7–20.
- Введение // Карпато-балканский диалектный ландшафт: язык и культуры. 2012–2014. Вып. 3. М., 2014. С. 5–6.
- Этнолингвистическое обследование регионов центральной Боснии // Славяне-мусульмане на Балканах: язык, культура, идентичность. М., 2014. С. 216–246.
- Хроника конф. «Славянская духовная культура» // Wiener slavistisches Jahrbuch № 59. Wien, 2014. С. 362–369. Соавт.: Е.Л. Березович, А. Кречмер.
- Славянские островные ареалы в Австрии и Румынии // Этнографическое обозрение. № 2. 2015. С. 59–69.
- Традиции православных и мусульман на пограничье Сербии, Черногории и Боснии // Живая старина. 2015. № 3. С. 55–58.
- Никита Ильич Толстой: к 90-летию со дня рождения // Гласник Етнографског Института САНУ. Београд, 2015. Т. 63. № 2. С. 467–479.
- Градищанские хорваты: этнокультурная традиция в прошлом и настоящем // Актуальные этноязыковые и этнокультурные проблемы современности. М., 2015. С. 74–89.
- Амбивалентность оценок: мнимые противоречия // Категория оценки и система ценностей в языке и культуре. М., 2015. С. 81–92.
- Языковая интерференция у старообрядцев Румынии (по материалам этнолингвистических экспедиций в Добруджу) // Старообрядчество: история и современность, местные традиции, русские и зарубежные связи. Материалы VI Международной научно-практической конференции. Улан-Удэ, 2015. С. 240–247.
- Хорватский анклав в Австрии: специфические черты языковой и культурной традиции // Региональные исследования в фольклористике и этнолингвистике — проблемы и перспективы. М., 2015. С. 222–242.
- Српска грађа у Московском речнику «Словенске старине» // Савремена српска фолклористика II. Београд, 2015. С. 85–97.
- Строительство дома у мусульман на Балканах: символика начала (по полевым материалам из Боснии, Сербии) // Балканские чтения 13. Балканский тезаурус: Начало. Тезисы и материалы. Москва, 7–9 апреля 2015 года. М., 2015. С. 172–178.
- Оппозиция «верх — низ» применительно к телу человека (по материалам словаря «Славянские древности») // Славяноведение. М., 2016. № 6. С. 37–44.
- Архаические элементы в народной традиции Боснии: язык и культура // // Anatolij A. Alekseev / Nikolaj P. Antropov / Anna Kretschmer / Fedor B. Poljakov / Svetlana M. Tolstaja (Hrsg.). Slavische Geistteskultur: Ethnolinguistische und philologische Forschungen. Teil. 1. Zum 90. Geburtstag von N.I. Tolstoj. [Philologica Slavica Vindobonensia. Peter Lang. Frankfurt am Main; Berlin; Bruxelles; New York; Oxford; Wien: Peter Lang.] 2016. S. 123–139.
- Традициjа Срба и Муслимана у Средњем и Доњем Полимљу // Милешевски записи. Св. 11. Приjепоље, 2016. С. 151–162.
- Славянские островные ареалы в этнолингвистическом аспекте // Вестник славянских культур. 2016. Т. 42. № 4. С. 99–114.
- Об экспедиции к латгальским староверам // Живая старина. 2016. № 4. С. 50–53.
- Турцизмы у славян-мусульман на Балканах: этнолингвистический аспект // История, язык, культура Центральной и Юго-Восточной Европы в национальном и региональном контексте. К 60-летию Константина Владимировича Никифорова. М., 2016. С. 558–576.
- О културним диjалектима у словенской етнолингвистици // Jуж-нословенски филолог. Београд, 2016. LXXII, св. 3–4. С. 9–26.
- [Рец.] Книга о традициях градищанских хорватов в Австрии // Живая старина. 2016. № 3. С. 63–65.
- [Хроника] Международная конференция «Славянская этнолингвистика: методы, результаты, перспективы» // Wiener Slawistisches Jahrbuch. 2016. № 4. С. 271–276. Соавт.: Н.П. Антропов, М.Н. Толстая.
- Антропоцентризм в языке и народной традиции градищанских хорватов Австрии // Антропоцентризм в языке и культуре. М., 2017. С. 197–210.
- Восточнославянские мифологические персонажи в народной традиции староверов румынской Добруджи // Славяноведение. № 6. М., 2017. С. 21–35.
- Традиции старообрядцев в иноэтничном и иноязычном окружении: старообрядческие поселения в Добрудже // Balkanistic forum. № 3, XXVI, С. 166–180.
- Этнолингвистическое обследование градищанских хорватов Венгрии // Славянский альманах. 2017. № 3–4. С. 408–421.
- О лексике старообрядцев Румынии в историко-сопоставительной ретроспективе // Славянский мир в третьем тысячелетии. М., 2017. С. 377–392.
- К 70–летию Института славяноведения // Известия РАН. Серия языка и литературы. 2017. Т. 76. № 6. С. 5–16. Соавт.: Л.Н. Будагова.
- Славянские островные ареалы зарубежья: восточнославянская и южнославянская традиции // Актуальные этноязыковые и этнокультурные проблемы современности: этнокультурная и этноязыковая ситуация — языковой менеджмент — языковая политика. М., 2017. С. 207–222.
- Старообрядческий исповедальник Латгалии: лингвокультурный анализ текста // Седьмые Римские Кирилло-Мефодиевские чтения. Тезисы. М.: «Индрик», 2017. С. 43–46. Соавт.: О.В. Трефилова.
- [Рец.] А.Н. Соболев, А.А. Новик (ред.), Голо Бордо (Снсьё, Албания): из материалов балканской экспедиции РАН и СПБГУ 2008–2010 гг., СПб, : Наука, 2013, 272 с. // Вопросы языкознания. 2017. № 4. С. 153–158.
- Карпато-балканские этнолингвистические параллели // Славянское языкознание. XVI Международный съезд славистов. Белград. 20–27 августа 2018 г. Доклады российской делегации. М., 2018. С. 453–471.
- Церковнославянская традиция как способ исправления региональной антропонимической лексики у староверов Латгалии // Восьмые Римские Кирилло-Мефодиевские чтения. Материалы конференции. М., 2018. С. 108–112.
- Исповедный вопросник староверов Латгалии: лингвокультурный анализ текста // Словѣне (Slověne). 2018. Vol. 7. № 1. С. 231–280. Соавт. О.В. Трефилова.
- Основные мотивы в народной культуре градищанских хорватов // Вестник славянских культур. 2018. Т. 47. С. 106–119.
- Сербско-македонское пограничье: особенности региона в контексте балканославянских традиций (народный календарь и сельскохозяйственная обрядность) // Традиционная культура. 2018. Т. 19. № 3. С. 56–67.
- «Бабьи кашки»: слово и ритуал в динамике народной традиции у староверов Добруджи // Живая старина. 2018. № 4. С. 2–6.
- «Водные хорваты» и специфика их традиции: обзор этнолингвистической экспедиции // Славянский альманах 2018. Вып. 3–4. С. 344–357.
- Етнолингвистика jе важна новина славистичких конгреса // Стазама славистике. Београд, 2018. С. 91–96.
- Предметный и вербальный коды в народной культуре боснийских и сербских мусульман // Балканский полилог: коммуникация в культурно-сложных сообществах. Памяти Вячеслава Всеволодовича Иванова. (Материалы круглого стола Balcanica. 6.). М., 2018. С. 134–148.
- К юбилею Светланы Михайловны Толстой // Традиционная культура. 2018. Т. 19. № 4. С. 170–174. Соавт. Т.А. Михайлова, А.Л. Топорков.
- Фольклорная традиция в процессе адаптации (славянские островные ареалы) // Российская фольклористика в XXI веке: перспективы развития». Сборник научных статей. М., 2019. С. 478–484.
- Обзор заседаний секции по этнолингвистике // Славяноведение. 2019. № 3. С. 101–105.
- Из опыта этнолингвистических экспедиций: «низшая мифология» как специфическая задача собирателя // Живая старина. 2019. № 2 (102). С. 16–19.
- Балканославянская специфика рождественского диалога-ритуала на Пчине (Сербия) // Славянский альманах 2019. Вып. 1–2. С. 371–382.
- Слово и дело как способы магического воздействия на окружающий мир (Пчиня на юге Сербии) // Этнолингвистика. Ономастика. Этимология: материалы IV Междунар. науч. конф. Екатеринбург, 9–13 сентября 2019 г. Редкол.: Е. Л. Березович (отв. ред.) и др. Екатеринбург, 2019. С. 258–260.
- «“Вилинске песме”: анализа jедног митолошког мотива на основу новиjих теренских истраживања» // Folkloristika. № 3–4. 2019. С. 181–192.
- Этнолингвистическая экспедиция в градищанскохорватские села Западной Венгрии (окрестности Сомбатхея) // Славяноведение. 2019. № 6. С. 88–98. Соавт. Д.Ю. Ващенко.
- Burgenland Croats between Vienna, Bratislava and Sopron: historical, cultural and linguistic aspects // Hungarian Studies. 33/1. 2019. С. 157–168. Соавт. D. Vashchenko.
- Заметки о региональной антропонимии староверов Латгалии // Вопросы ономастики. 2019. Т. 16. № 3. С. 28–40.
- Градищанские хорваты Австрии, Венгрии и Словакии: этнолингвистическое исследование // Славянские архаические ареалы в пространстве Европы. Колл. монография / Отв. ред. С.М. Толстая. М., 2019. С. 114–133.
- The specifics of the funeral rites at the Old believers of Dobruja in Romania (ethnolinguistic study) // The 12th Congress of South-East European Studies. Bucharest, 2–7 September. 2019. С. 73.
- Градищанские хорваты между Бечем, Пожонем и Шопроном: язык и письмо // Девятые Римские Кирилло-Мефодиевские чтения. Материалы конференции. Сер. «Slavia Christiana: Язык — текст — образ». М., 2019. С. 24–28. Соавт. Д.Ю. Ващенко.
- Сербская народная мифология в ареальном аспекте // Славяноведение. 2020. № 6. С. 15–27.
- Народная мифология Пчини в южнославянском контексте // Славянский альманах. 2020. № 1–2. С. 385–399.
- Календарные обходы у градищанских хорватов Венгрии: архаика и её воспроизведение // Центральноевропейские исследования. 2019. Выпуск 2 (11). М., 2020. С. 250–267.
- Лексические обозначения балканских персонажей народной мифологии в этнолингвистическом словаре «Славянские древности» // Балканско езикознание. LIX (2020), 2. C. 265–279.
- Антропонимы староверов в иноязычной среде // Вопросы ономастики. 2020. Т. 17. № 1. С. 253–261.
- Эпистолярный жанр: «святое письмо» в кросскультурном контексте // Десятые Римские Кирилло-Мефодиевские чтения. Материалы конференции. Сер. «Slavia Christiana: Язык – текст – образ». М., 2020. С. 116–121.
- Культурные унгаризмы в народной традиции градищанских хорватов на австрийско-венгерском пограничье // Венгрия как фактор государственных, этнических и культурных взаимодействий в Центральной, Восточной и Юго-Восточной Европе в Новое и новейшее время. Тезисы IV международной конференции Междисциплинарного центральноевропейского семинара. 2–3 ноября 2020 г. М.: Институт славяноведения РАН, 2020. С. 5–6. Соавт. Д.Ю. Ващенко.